# 德尔维德克
Délvidék（匈牙利文義為“南國”或“南方的領土”，發音為  [deːlvideːk] ）是一個歷史的政治術語，指的是匈牙利王國南部的不同地區。  在當今的用法，它常指塞爾維亞的伏伊伏丁那的區域。
在中世紀，像Alvidék（義為“低的土地”）和Végvidék（義為“邊疆”）等地區的命名，Délvidék有被提到匈牙利的幾個縣（維羅維蒂察、波熱加、Szerém、Bács、Torontál、Temes、Keve）和vassal banates（馬喬、Ózora、Só、塞韋林）區域超越過多瑙河和薩瓦河。
到了18世紀和19世紀，Délvidék只提到巴卡和巴納特。 1918年匈牙利瓦解後，此代表的區域更縮小到只有相接到匈牙利前王國的南斯拉夫的州。   在第二次世界大戰中，南斯拉夫地區被匈牙利佔據且吞併（巴卡、巴拉尼亞、梅吉穆列、並普雷克穆列）均有匈牙利文的來源，叫做“Az anyaországhoz visszatért délvidéki területek”（義為“南方的領土回歸祖國”）。巴納特在分別被羅馬尼亞和納粹德國佔領下的塞爾維亞之下，此劃分已不再被認為是Délvidék的一部分。
在當代的用法，Délvidék有下列幾種用途:
1. 可以指塞爾維亞北部的潘諾尼亞平原，包括伏伊伏丁的貝爾格萊德、馬奇瓦平原以及東克羅地亞（巴拉尼亞和斯雷姆西部）。
2. 在伏伊伏丁狹義的使用（尤其是領土收復主義者），但它已在很大程度上被佛伊弗迪納取代用匈牙利文為名的伏伊伏丁。[2]
3. “Délvidék匈牙利人”（délvidéki magyarok）:可以指在伏伊伏丁的匈牙利人，或者是在一個較大的意義上，是指伏伊伏丁匈牙利人和克羅埃西亞匈牙利人的通稱。